# Pete Renaday
Pete Renaday, conosciuto anche come Peter Renaday (New Iberia, 9 giugno 1935 – Burbank, 8 settembre 2024), è stato un doppiatore statunitense.

## Biografia
Pierre Laurent Renoudet nacque a New Iberia, in Louisiana, il 9 giugno 1935.
Debuttò come attore nel 1965 nella serie televisiva Combat!, e negli anni '80, fu scelto come doppiatore di Splinter in  Tartarughe Ninja alla riscossa, ruolo che lo rese particolarmente celebre. Nel 2007 doppiò i personaggi di Al Mualim e di Altair anziano in Assassin's Creed.
Si sposò con Florence "Flo" June Daniel nel 1979 la quale lavorò come segretaria nel dipartimento musicale dei Walt Disney Studios per 35 anni, incluso come segretaria esecutiva di due capi dipartimento.
La donna, soprano di coloratura, fu anche protagonista come cantante in The Sounds of Christmas prodotto dalla Disneyland Records nel 1973, insieme al marito.
Renaday rimase vedovo il 18 febbraio 2011. Morì nella sua casa di Burbank l'8 settembre 2024, all'età di 89 anni per cause naturali.